# Bergantín Gamarra
El BAP Gamarra fue un bergantín de guerra de la Marina de Guerra del Perú, gemelo del BAP Guise. Su adquisición tuvo lugar durante el primer gobierno del presidente Ramón Castilla y Marquesado, y su nombre fue asignado en honor al expresidente peruano Agustín Gamarra.
La nave fue construida en 1843 en los astilleros de la ciudad de Trieste —entonces bajo dominio del Imperio austríaco y hoy parte de Italia— por encargo del gobierno peruano. Desplazaba 415 toneladas, tenía una eslora de 77 pies, una manga de 24 pies y un calado de 14 pies. Estaba artillado con 16 cañones y contaba con una tripulación selecta de 136 hombres.

## Historial operativo
Tras la conquista de —entre otros territorios— lo que actualmente se conoce como California por parte de los Estados Unidos, en 1848, la búsqueda de yacimientos de oro despertó una fiebre, que atrajo a numerosos inmigrantes. Una práctica frecuente en esa época fue la llegada de embarcaciones a las costas californianas —entre ellas, peruanas— cargadas de alimentos, ropa y herramientas. Luego de vender su mercancía, sus tripulaciones solían abandonar los barcos para unirse a la búsqueda de oro, dejando las naves en estado de abandono.
A raíz de ello, se realizó una petición al presidente Ramón Castilla, quien ordenó, el 21 de diciembre de 1848, enviar a San Francisco el buque Gamarra, acaudillado por el capitán de fragata José María Silva Rodríguez. Con suficiente tripulación para dotar a las naves que debían regresar de San Francisco, zarpó el 25 de enero de 1849, echando ancla en la ciudad a mediados de marzo.
Una vez en el lugar, fueron localizadas nueve naves peruanas: las barcas Elisa y San José; los bergantines Susana, Mazzeppa, Calderón, Volante y Andrea; y las goletas Bella Angelita y Atalante. Se repararon y acondicionaron las naves aptas para el retorno, mientras que otras fueron vendidas.
Tras una escala en Paita y Huacho, el 30 de agosto de 1849, el buque retornó al Callao.
En 1850, Ramón Castilla, en su mensaje al Congreso, hizo mención de la misión ejecutada por el buque:

Para conocer el estado que hoy tiene la marina no se necesitan prolijas investigaciones. Basta contemplar nuestra bandera llenando con honra en California deberes que no han llenado otras banderas respetables.